# Loyal to Myself
Loyal to Myself ist ein Lied der deutschen Popsängerin Lena. Es wurde am 15. März 2024 als erste Singleauskopplung ihres gleichnamigen Albums veröffentlicht.

## Hintergrund
Das Lied wurde von der Interpretin selbst, zusammen mit den Koautoren Sam Merrifield, Nicolas Rebscher und Hannah Wilson, getextet beziehungsweise komponiert. Rebscher zeichnete darüber hinaus auch für die Produktion verantwortlich.
Die Erstveröffentlichung von Loyal to Myself erfolgte als Single am 15. März 2024 bei Polydor. Diese erschien als digitaler Einzeltrack zum Download und Streaming. Am 31. Mai 2024 erfolgte die Veröffentlichung auf dem gleichnamigen Album.

## Musikvideo
Ein Musikvideo zu Loyal to Myself wurde von Adam Munnings gedreht und von Jan Hellerung für Commonvision produziert. Es wurde am 22. März 2024 erstmals online veröffentlicht.

## Chartplatzierungen
Loyal to Myself verfehlte dein Einstieg in die Singlecharts, konnte sich jedoch auf Rang 14 der deutschen New Entry Airplaycharts sowie auf Rang 27 der deutschen Airplaycharts platzieren.